# Microdytes schwendingeri
Microdytes schwendingeri är en skalbaggsart som beskrevs av Wewalka 1997. Microdytes schwendingeri ingår i släktet Microdytes och familjen dykare. Inga underarter finns listade i Catalogue of Life.